# スクールプルミエ
株式会社スクールプルミエ（かぶしきがいしゃスクールプルミエ）は、宮城県仙台市を中心に「ひのき進学教室」などの学習塾を展開する日本の企業である。宮城県仙台市泉区泉中央に本部を、宮城県仙台市青葉区愛子東に登記上の本店を置く。

## 概要
仙台市と名取市に「ひのき進学教室」「二高一高必勝館」の名で小中学生向けの集団指導8教室、「ひのき個別館」の名で小中高校生向けの個別指導11教室を展開している。また、「大学進学館」「河合塾マナビス」など高校生向けの指導や「ニ華青稜必勝館」として中学受験指導も行っている。また、「二高一高三高必勝模試」という宮城県内の所謂ナンバースクールと呼ばれる進学校への進学に特化した模試も自社で行っている。

## 沿革
- 1995年（平成7年）　3月　仙台市泉区に泉中央教室を開設
- 2003年（平成15年）3月　仙台市泉区に長命ヶ丘教室を開設
- 2009年（平成21年）3月　仙台市青葉区に八幡町教室を開設
- 2010年（平成22年）3月　仙台市青葉区に上杉教室を開設
- 2011年（平成23年）3月　仙台市青葉区に五橋教室を開設
- 2012年（平成24年）3月　仙台市太白区に長町教室を開設
- 2014年（平成26年）7月　仙台市青葉区愛子教室を開設
- 2014年（平成26年）7月　仙台市泉区にひのき個別館泉中央館を開設
- 2014年（平成26年）　　　長命ケ丘教室を閉鎖
- 2015年（平成27年）3月　仙台市青葉区に吉成教室を開設
- 2015年（平成27年）3月　仙台市青葉区にひのき個別館吉成館を開設
- 2015年（平成27年）7月　仙台市泉区にひのき個別館泉中央本部館を開設
- 2016年（平成28年）3月　仙台市青葉区にひのき個別館錦ケ丘館を開設
- 2016年（平成28年）3月　仙台市太白区にひのき個別館長町館を開設
- 2016年（平成28年）6月　仙台市泉区に大学進学館泉中央本部校を開設
- 2017年（平成29年）6月　仙台市青葉区にひのき個別館上杉館を開設

- 2017年（平成29年）6月　仙台市青葉区にひのき個別館五橋館を開設
- 2017年（平成29年）6月　仙台市青葉区に大学進学館仮設上杉校を開設
- 2017年（平成29年）6月　仙台市青葉区に河合塾マナビス上杉校を開設
- 2018年（平成29年）3月　仙台市青葉区にひのき個別館愛子館を開設
- 2018年（平成29年）6月　仙台市青葉区にひのき個別館八幡町館を開設
- 2018年（平成29年）6月　仙台市青葉区に大学進学館八幡町校を開設
- 2018年（平成29年）6月　仙台市若林区に大和町教室を開設
- 2018年（平成29年）6月　仙台市若林区にひのき個別館大和町館を開設
- 2018年（平成29年）6月　仙台市若林区に大学進学館大和町校を開設
- 2019年（平成30年）7月　仙台市若林区にひのき個別館荒井館を開設
- 2019年（平成30年）7月　名取市杜せきのしたに名取教室を開設
- 2022年（令和4年）4月　 名取市杜せきのしたにひのき個別館名取館を開設
- 2022年（令和4年） 愛子教室・ひのき個別館愛子館を閉鎖
- 2023年（令和5年）7月 仙台市宮城野区にひのき個別館東仙台館を開設
- 2023年（令和5年）3月 仙台市青葉区に上杉教室・ひのき個別館上杉館を移転
- 2025年（令和7年）3月　 仙台市内で「河合塾NEXT」を展開していた文理ラーニング（仙台市）が教室の閉鎖と精算を発表。同社と業務提携を締結し児童生徒の受け入れや入学金の優遇、社員の再雇用や一部教室の引き継ぎを行う予定[6]
- 2025年（令和7年）3月 仙台市青葉区に本町教室・中山吉成教室・上杉教室を開設（予定）[7]